# La Cellule en verre
Pour les articles homonymes, voir Zelle.
Pour plus de détails, voir Fiche technique et Distribution.
La Cellule en verre (Die gläserne Zelle) est un film allemand réalisé par Hans W. Geissendörfer sorti en 1978. Le film fut nommé à l'Oscar du meilleur film en langue étrangère.

## Synopsis
Phillip Braun est relâché après plusieurs années d'emprisonnement. Pourtant, il se sait innocent de ce dont on l'accuse et dès sa sortie, il se met en tête de retrouver le véritable coupable. Sa femme Lisa Braun l'aide dans son enquête.

## Fiche technique
- Titre : La Cellule en verre ou La Cellule de verre
- Titre original : Die gläserne Zelle
- Réalisation : Hans W. Geissendörfer
- Scénario : Hans W. Geissendörfer et Klaus Bädekerl d'après le roman de Patricia Highsmith
- Photographie : Robby Müller
- Musique : Niels Janette Walen
- Producteur : Luggi Waldleitner
- Pays d'origine :  Allemagne de l'Ouest,  Portugal
- Format : Couleurs
- Genre : Policier et drame
- Durée : 93 minutes
- Date de sortie :  1978

## Distribution
- Brigitte Fossey : Lisa Braun
- Helmut Griem : Phillip Braun
- Dieter Laser : David Reinalt
- Walter Kohut : Lasky
- Bernhard Wicki : Commissaire de police